# Therobia leonidei
Therobia leonidei är en tvåvingeart som först beskrevs av Louis-Paul Mesnil 1965.  Therobia leonidei ingår i släktet Therobia och familjen parasitflugor. Inga underarter finns listade i Catalogue of Life.